# Molophilus (Molophilus) costopunctatus
Molophilus (Molophilus) costopunctatus is een tweevleugelige uit de familie steltmuggen (Limoniidae). De soort komt voor in het Nearctisch gebied.